# Terebellides malvinensis
Terebellides malvinensis är en ringmaskart som beskrevs av Bremec och Rodolfo 1999. Terebellides malvinensis ingår i släktet Terebellides och familjen Trichobranchidae. Inga underarter finns listade i Catalogue of Life.